# صقر مقدس
الصقر المقدس هو جُنَيْس من جنس الصقور من فصيلة الصقريات.

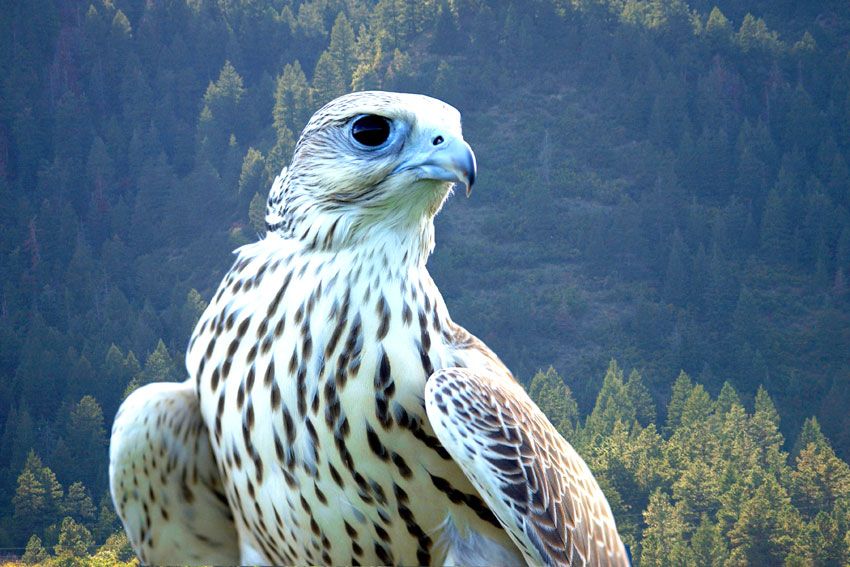
صقر الييتي، طائر هجين بين السنقر وصقر الغزال

## الأنواع
- الصقر الوكري
- صقر الغزال
- صقر الطهار
- السنقر